# Бентон (округ, Орегон)
Шаблон:StateAbbr_ 44°29′25″ пн. ш. 123°25′57″ зх. д. / 44.490277777778° пн. ш. 123.4325° зх. д.
Округ Бентон (англ. Benton County) — округ (графство) у штаті Орегон, США. Ідентифікатор округу 41003.

## Історія
Округ утворений 1847 року.

## Демографія
За даними перепису
2000 року
загальне населення округу становило 78153 осіб, зокрема міського населення було 63378, а сільського — 14775.
Серед мешканців округу чоловіків було 38905, а жінок — 39248. В окрузі було 30145 домогосподарств, 18244 родин, які мешкали в 31980 будинках.
Середній розмір родини становив 2,95.
Віковий розподіл населення поданий у таблиці:
| Стать    | До 15 років | 15-21 | 22-29 | 30-39 | 40-49 | 50-65 | 65-85 | Понад 85 |
| -------- | ----------- | ----- | ----- | ----- | ----- | ----- | ----- | -------- |
| Чоловіки | 6863        | 6844  | 6018  | 4789  | 5753  | 5259  | 3068  | 311      |
| Жінки    | 6590        | 6696  | 4926  | 4869  | 6165  | 5355  | 3895  | 752      |

## Суміжні округи
- Полк — північ
- Линн — схід
- Лейн — південь
- Лінкольн — захід

## Виноски
1. ↑  U.S. Decennial Census. United States Census Bureau. Архів оригіналу за 26 квітня 2015. Процитовано 25 лютого 2015.
2. ↑  Historical Census Browser. University of Virginia Library. Архів оригіналу за 11 серпня 2012. Процитовано 25 лютого 2015.
3. ↑  Forstall, Richard L., ред. (27 березня 1995). Population of Counties by Decennial Census: 1900 to 1990. United States Census Bureau. Архів оригіналу за 19 лютого 2015. Процитовано 25 лютого 2015.
4. ↑  Census 2000 PHC-T-4. Ranking Tables for Counties: 1990 and 2000 (PDF). United States Census Bureau. 2 квітня 2001. Архів оригіналу (PDF) за 18 грудня 2014. Процитовано 25 лютого 2015.
5. ↑  State & County QuickFacts. United States Census Bureau. Архів оригіналу за 7 липня 2011. Процитовано 14 листопада 2013. [Архівовано 2011-06-29 у Wayback Machine.](англ.) Наведено за англійською вікіпедією.
6. ↑  American FactFinder. Бюро перепису населення США. Архів оригіналу за 26 лютого 2012. Процитовано 31 січня 2008. [Архівовано 2008-05-21 у Wayback Machine.]

| США | Це незавершена стаття з географії США. Ви можете допомогти проєкту, виправивши або дописавши її. |